# 阿什頓 (西開普省)

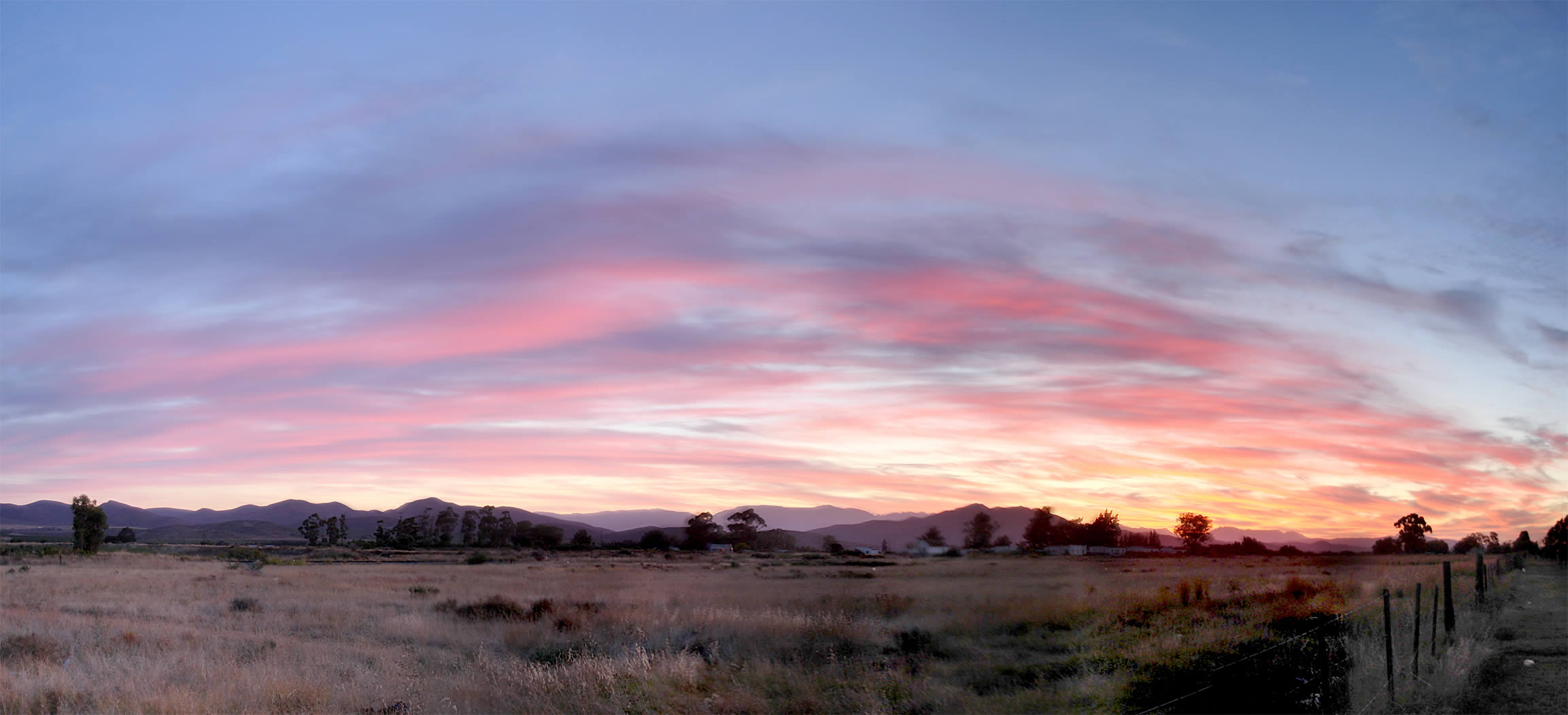
阿什頓

阿什頓是南非的城鎮，位於該國南部朗厄山脈，由西開普省負責管轄，始建於1897年，面積9.92平方公里，2001年人口11,647，人口密度每平方公里1,200人。